# گذشته ساده
در انگلیسی، زمان گذشته ساده (به انگلیسی: Simple past) برای بیان اتفاقاتی است که در زمان گذشته رخ داده‌است و کاملاً به پایان رسیده‌است. فعل انگلیسی اگر با قاعده باشد پس از اضافه شدن ed به انتهایش، تبدیل به حالت گذشته می‌شود و اگر بی‌قاعده باشد شکل فعل به صورت بی‌قاعده تغییر می‌کند.
برای منفی کردن فعل گذشته ساده فقط کافی است قبل از فعل did not بیاید و سپس فعل به شکل ساده ظاهر می‌شود؛ مثلاً .he did not go
به عبارت دیگر، زمان گذشته ساده، برای بیان کارها یا موقعیت‌هایی که «قبلاً» و در گذشته معینی اتفاق افتادند و به اتمام رسیدند و ممکن است این وقایع کوتاه و سریع روی داده باشند یا کارهایی که به‌طور درازمدت و در زمان طولانی تری در گذشته اتفاق می‌افتادند.

زمان گذشته ساده برای بیان اتفاقاتی است که در زمان گذشته رخ داده‌است و کاملاً به پایان رسیده‌است.

## کاربردها و نمونه

### یک زمان مشخص در گذشته
- برای اشاره به یک عمل در زمانی مشخص در گذشته (معمولا به همراه تاریخ):

I met my wife in 1983.
(من همسرم را در سال ۱۹۸۳ ملاقات کردم)

### یک زمان نامشخص در گذشته
1. برای اشاره به یک عمل در زمانی نامشخص در گذشته (معمولا با قیدهای زمان نامشخص):

People lived in caves ages ago.
(مدت‌ها پیش مردم در غارها زندگی می‌کردند)
1. برای اشاره به چیزی که بارها در گذشته اتفاق افتاده‌است:

They always enjoyed visiting their friends.
(آنها همیشه از دیدن دوستانشان لذت می‌بردند)

### شرایطی که دیگر صادق نیستند
- برای اشاره به چیزی که برای مدتی مشخص در گذشته صادق بوده‌است:

I lived in a dormitory for four years.
(من برای چهار سال در خوابگاه زندگی می‌کردم).

### در ساختار شرطی نوع دوم
- در ساختار شرطی نوع دوم به همراه زمان حال یا آینده ساده:

If I had 100 millions , I would buy a yacht.
(اگر صد میلیون دلار داشتم یک کشتی می‌خریدم)

### عملی که عمل دیگر را قطع کرده
- برای اشاره به عملی که عمل دیگر را در گذشته قطع کرده (به همراه زمان گذشته استمراری):

We were watching TV when Jessica started crying.
(ما داشتیم تلویزیون نگاه می‌کردیم که جسیکا شروع به گریه کرد)

## ساختار
برای ساخت جملات در زمان گذشته ساده، کافیست فعل اصلی جمله به حالت گذشته تغییر داده شود. برای ساخت شکل گذشته افعال در صورت باقاعده بودن به آنها پسوند ed- اضافه می‌شود. برای افعال بی‌قاعده باید شکل گذشته آنها از طریق مراجعه به واژه‌نامه پیدا شود.

#### استثناها برای افعال باقاعده
- در صورتی که فعل به e- ختم شود به جای ed- تنها d- به فعل اضافه می‌شود:

love – loved
- در افعالی که آخرین حرف صدادار آنها کوتاه تلفظ می‌شود و تأکید روی آن است، آخرین حرف بی‌صدا تکرار خواهد شد:

admit – admitted
- در صورتی که فعل به y- ختم شود، حرف y- به i- تبدیل می‌شود:

hurry – hurried

### سؤالی و منفی کردن و سوالی منفی کردن
برای سؤالی کردن جملات گذشته از Did و برای منفی کردن از Didn't استفاده می‌کنیم. در جملات سؤالی وقتی از did استفاده می‌کنیم فعل به حالت ساده نوشته می‌شود.
- Did you go out last night?
- Did you have time to write the letter?
- He didn't work for F.B.I.
- Your dog didn't bark loudly!
- Did you go to school last week?

- آیا تو دیشب بیرون رفتی؟
- آیا تو وقت داشتی که آن نامه را بنویسی؟
- او برای اف.بی.آی. کار نکرد.
- سگ‌تان بلند واق نکرد!
- آیا تو هفته پیش به مدرسه رفتی؟
- سوالی منفی کردن

- Did not I go?

- آیا من نرفتم؟